# عنجيليات
العنجيليات (الاسم العلمي Trachipteridae)، فصيلة أسماك بحرية من العظميات شائكات الزعانف. أجناسها وأنواعها متوسطة العدد يكثر وجودها في بحار المناطق الاستوائية.